# مشفهة
المشفهة (الاسم العلمي: Chiloglanis) هي جنس من الأسماك تتبع فصيلة الموشوكيات من رتبة سلوريات الشكل.

## أنواع المشفهة
- مشفهة سوداء
- مشفهة أنغولية
- مشفهة ثلاثية الفلقات
- مشفهة مخططة
- مشفهة معرقة
- مشفهة صغيرة العيون
- مشفهة طويلة الزعانف
- مشفهة عديمة الحواف
- مشفهة غربية
- مشفهة لحمية
- مشفهة متفرعة
- مشفهة مستقيمة الأسنان
- مشفهة نيلية